# Gibran Hamdan

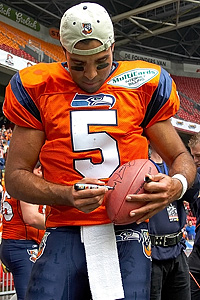
Gibran Hamdan in 2006

Gibran Hamdan (San Diego, 8 februari 1981) is een voormalig quarterback van onder andere de Buffalo Bills. Hij werd verkozen in de zevende ronde van de 2003 NFL Draft door de Washington Redskins. Hij speelde in 2004, 2005 en 2006 voor de Amsterdam Admirals, Nederlands enige professionele Americanfootballteam. In 2005 en 2006 leidde hij de ploeg de finale in, maar speelde deze zelf niet, door blessures.

## Amsterdam Admirals
Hamdan kwam voor het eerst naar de Admirals in 2004. Hij speelde dat jaar vooral als reserve achter de starter Clint Stoerner. In zijn tweede jaar werd Hamdan starter. Hij leidde de ploeg met succes, waardoor zij voor het eerst in tien jaar weer in de finale kwam. Hamdan raakte geblesseerd in wedstrijdronde vier, waardoor Kurt Kittner de ploeg de rest van de competitieronde moest leiden. Hij deed dit ten faveure, samen met de runningbacks Jonathan Smith en Jarrett Payton. Hij won uiteindelijk de finale van de Berlin Thunder met 27-21, voor de eerste eindoverwinning in de historie van de Amsterdam Admirals.
In het derde jaar werd Hamdan opnieuw starter. Hij speelde goed en de finale kwam al snel opnieuw in zicht. Helaas sloeg het noodlot opnieuw toe. Hamdan brak zijn enkel in wedstrijdronde zeven op Koninginnedag tegen de Hamburg Sea Devils. Hij speelde die wedstrijd zelfs uit, maar na de wedstrijd bleek dat zijn enkel gebroken was. Reserve Jared Allen was niet in staat hetzelfde uit te voeren als Kurt Kittner. De Admirals verloren in de finale van de Frankfurt Galaxy, 22-7.

## Statistieken
| Seizoen | Passes | Passes Compleet | Yards | Touchdowns | Intercepties |
| ------- | ------ | --------------- | ----- | ---------- | ------------ |
| 2005    | 75     | 39              | 556   | 5          | 2            |
| 2006    | 162    | 102             | 1629  | 12         | 3            |